# Poddorje

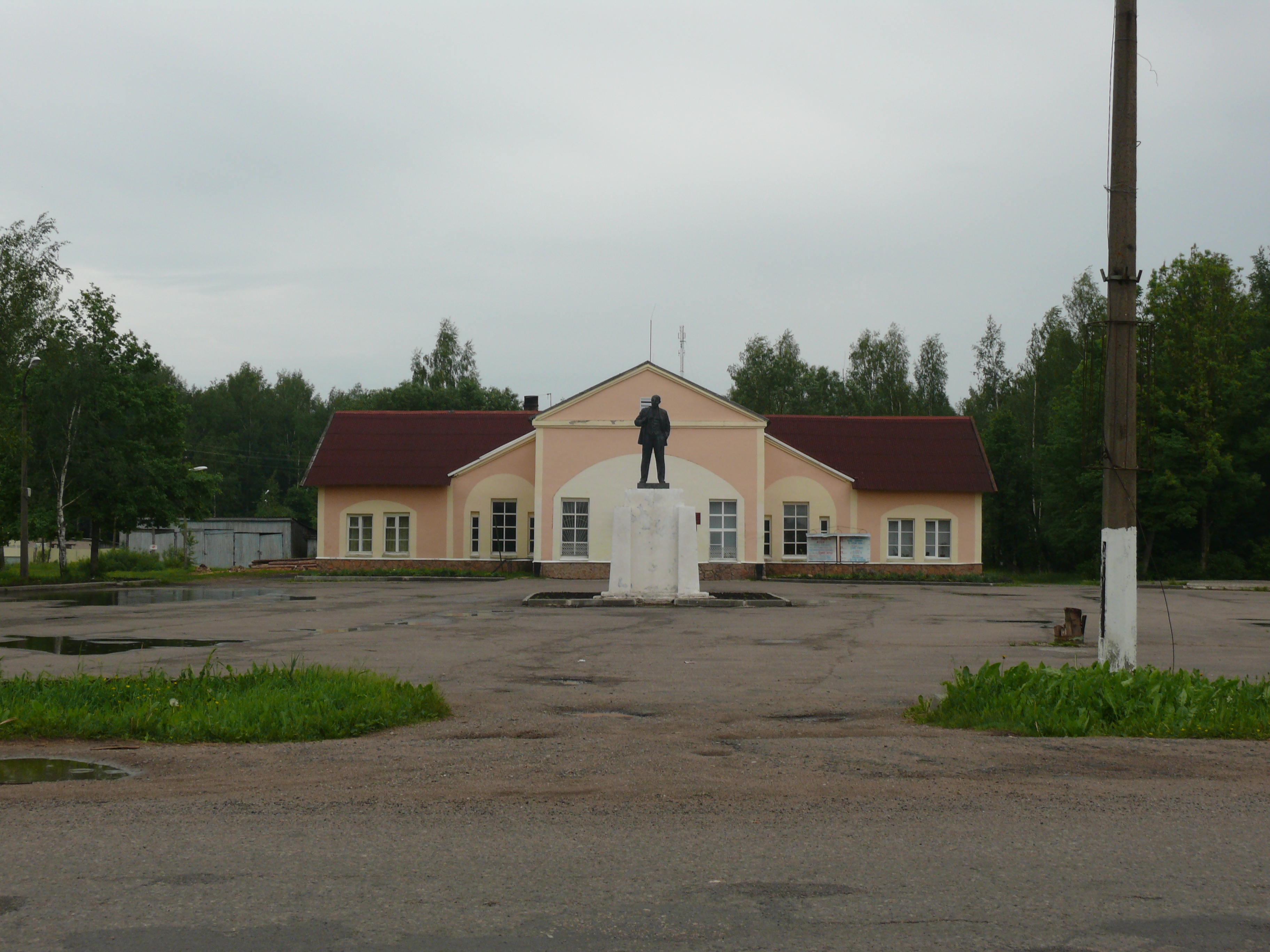
Distriktets kulturhus i Poddorje.

Poddorje (ryska Поддорье) är en tätort i södra delen av Novgorod oblast i Ryssland, 162 km söder om regionhuvudstaden Novgorod och 64 km från Staraja Russa. Den har 1 827 invånare (2013) och är centralorten i det glest befolkade distriktet Poddorskij rajon (4 295 invånare på 2954,0 km²). Inom distriktet utgör Poddorje en av tre landskommuner. Genom distriktets västra del flyter floden Polist och i den östra Lovat, båda norrut mot sjön Ilmen.
Orten nämns första gången på 1500-talet som byn Podgorje. Sedan 1800-talet skrivs namnet Poddorje. Under andra världskriget utkämpades hårda strider i trakten.
Ortens industri baseras på skogsbruk.